# NGC 1755
NGC 1755 ist die Bezeichnung für einen offenen Sternhaufen nahe der Großen Magellanschen Wolke im Sternbild Dorado. NGC 1755 hat einen Durchmesser von 2,6' und eine scheinbare Helligkeit von 9,9 mag. Der Sternhaufen wurde am 3. Oktober 1826 von James Dunlop mit einem 9-Zoll-Teleskop entdeckt und später im New General Catalogue verzeichnet.